# Clausen Glacier
Clausen Glacier är en glaciär i Antarktis. Den ligger i Västantarktis. Inget land gör anspråk på området. Clausen Glacier ligger 1 770 meter över havet.
Terrängen runt Clausen Glacier är kuperad åt nordost, men åt sydväst är den bergig. Terrängen runt Clausen Glacier sluttar norrut. Trakten är obefolkad. Det finns inga samhällen i närheten.